# Ceide y Orrios

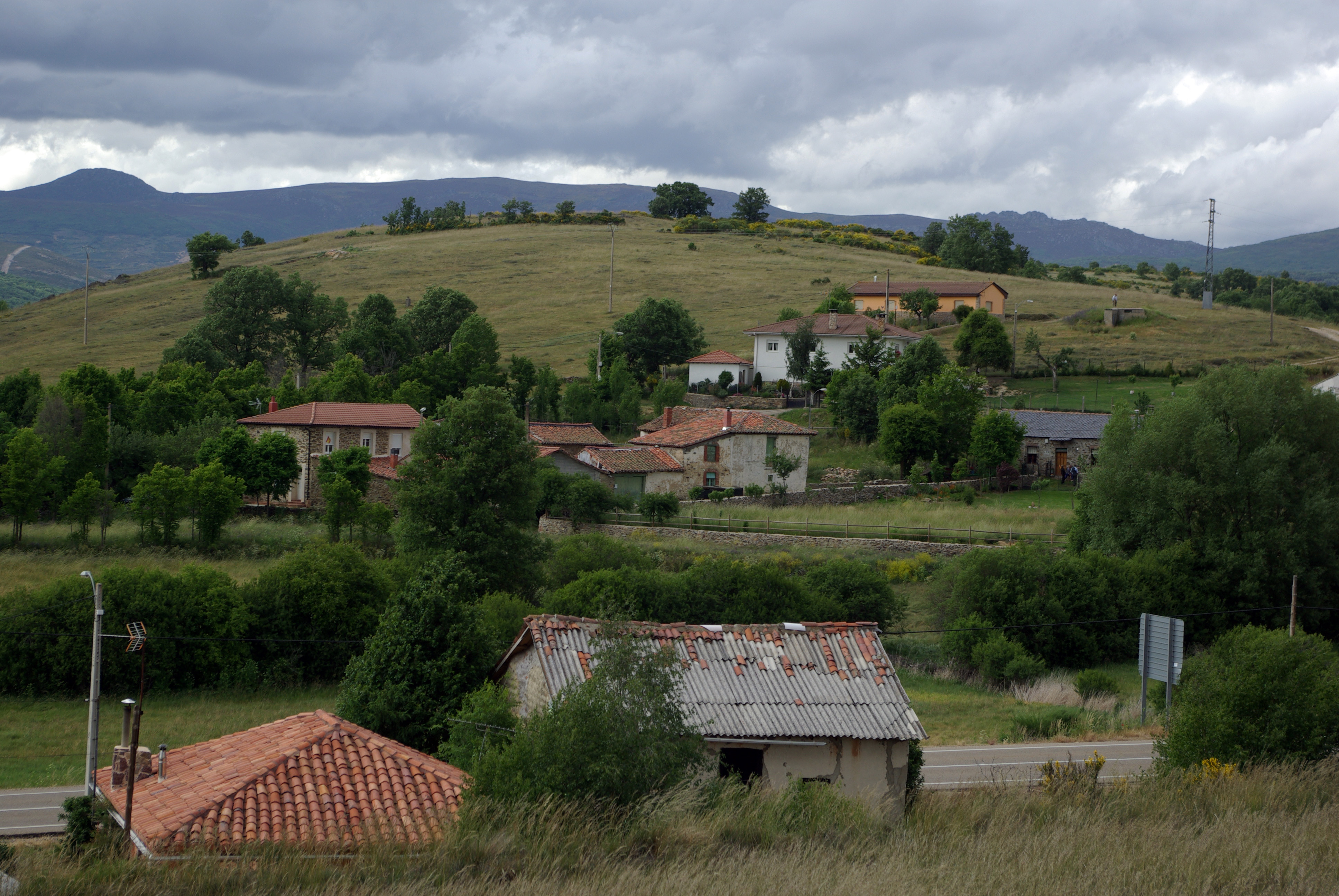
Vista general de Orrios

Ceide y Orrios es una pequeña localidad de la provincia de León, perteneciente al ayuntamiento de Riello. La localidad cuenta con dos núcleos o barrios diferenciados, Los Orrios a poca distancia de Riello, y Ceide, a 1 km al norte. El río Ceide atraviesa ambos núcleos de población.
La localidad formaba parte del antiguo concejo de Villamor de Riello. Según el censo de Mourille, contaba con 91 habitantes en 1920. A lo largo del siglo XX la población descendió debido a la emigración. La economía tradicional se basaba en la agricultura y la ganadería. A partir del siglo XXI empezó a despuntar el turismo rural como actividad económica.